# Tênis nos Jogos Olímpicos de Verão de 2016 - Duplas mistas
O torneio de duplas mistas do tênis nos Jogos Olímpicos de Verão de 2016, no Rio de Janeiro, realizou-se no Centro Olímpico de Tênis da Barra da Tijuca entre 11 e 14 de agosto.
Competiram 16 equipas mistas com tenistas que já estavam inscritos em simples ou duplas. Cada país pôde estar representado com dois pares, nomeadas pelo seu Comitê Olímpico Nacional até 9 de agosto de 2016.
Victoria Azarenka e Max Mirnyi não puderam defender o seu título de 2012, uma vez que Azarenka abdicou de participar nos Jogos por estar grávida.

## Calendário
| Agosto | 5 | 6 | 7 | 8 | 9 | 10 | 11 | 12 | 13 | 14 | 15 | 16 | 17 | 18 | 19 | 20 | 21 |
| ------ | - | - | - | - | - | -- | -- | -- | -- | -- | -- | -- | -- | -- | -- | -- | -- |
| Duplas |   |   |   |   |   |    | 1R | QF | ½  | F  |    |    |    |    |    |    |    |

|  | Primeira rodada |  | Quartas de finais |  | Semifinais |  | Finais (disputa de medalha) |

## Medalhistas
A dupla Bethanie Mattek-Sands e Jack Sock ganhou o ouro numa final estadunidense contra Venus Williams e Rajeev Ram, enquanto os checos Lucie Hradecká e Radek Štěpánek conquistaram o bronze frente à dupla Sania Mirza/Rohan Bopanna da Índia.
| Ouro   | USA Bethanie Mattek-Sands e Jack Sock |
| Prata  | USA Venus Williams e Rajeev Ram       |
| Bronze | CZE Lucie Hradecká e Radek Štepánek   |

## Cabeças de chave
| 1. FRA Caroline Garcia / FRA Nicolas Mahut (Primeira rodada) 2. FRA Kristina Mladenovic / FRA Pierre-Hugues Herbert (Primeira rodada) | 1. ESP Garbiñe Muguruza / ESP Rafael Nadal (Desistiu) 2. IND Sania Mirza / IND Rohan Bopanna (Semifinais, quarto lugar) |

## Resultados
As duplas jogaram em formato de eliminatória com uma mão, divididas em quatro fases: oitavas, quartas, semifinais e finais (disputas pelo ouro e pelo bronze).
Legenda
- IP = Convite da ITF
- PR = Ranking protegido
- TRI = Convite Tripartite
- Alt = Alternate
- r = Retirou-se
- w/o = Desistiu

### Bracket
| Primeira rodada | Primeira rodada                   | Primeira rodada | Primeira rodada | Primeira rodada |  |    | Quartas de final              | Quartas de final              | Quartas de final | Quartas de final | Quartas de final |  |  | Semifinais | Semifinais                    | Semifinais | Semifinais | Semifinais |  |                     | Final                         | Final                         | Final               | Final               | Final |
|                 |                                   |                 |                 |                 |  |    |                               |                               |                  |                  |                  |  |  |            |                               |            |            |            |  |                     |                               |                               |                     |                     |       |
| 1               | FRA C Garcia FRA N Mahut          | 64              | 61              |                 |  |    |                               |                               |                  |                  |                  |  |  |            |                               |            |            |            |  |                     |                               |                               |                     |                     |       |
| IP              | BRA T Pereira BRA M Melo          | 7               | 7               |                 |  |    | IP                            | BRA T Pereira BRA M Melo      | 4                | 4                |                  |  |  |            |                               |            |            |            |  |                     |                               |                               |                     |                     |       |
|                 | USA B Mattek-Sands USA J Sock     | 6               | 6               |                 |  |    | USA B Mattek-Sands USA J Sock | 6                             | 6                |                  |                  |  |  |            |                               |            |            |            |  |                     |                               |                               |                     |                     |       |
|                 | GBR J Konta GBR J Murray          | 4               | 3               |                 |  |    |                               |                               |                  |                  |                  |  |  |            | USA B Mattek-Sands USA J Sock | 6          | 7          |            |  |                     |                               |                               |                     |                     |       |
| 3               | ESP G Muguruza ESP R Nadal        |                 |                 |                 |  |    |                               |                               |                  |                  |                  |  |  | IP         | CZE L Hradecká CZE R Štěpánek | 4          | 63         |            |  |                     |                               |                               |                     |                     |       |
| IP              | CZE L Hradecká CZE R Štěpánek     | w/o             |                 |                 |  |    | IP                            | CZE L Hradecká CZE R Štěpánek | 6                | 7                |                  |  |  |            |                               |            |            |            |  |                     |                               |                               |                     |                     |       |
|                 | POL A Radwańska POL Ł Kubot       | 6               | 61              | [8]             |  |    | ROU I-C Begu ROU H Tecău      | 4                             | 5                |                  |                  |  |  |            |                               |            |            |            |  |                     |                               |                               |                     |                     |       |
|                 | ROU I-C Begu ROU H Tecău          | 4               | 7               | [10]            |  |    |                               |                               |                  |                  |                  |  |  |            |                               |            |            |            |  |                     |                               | USA B Mattek-Sands USA J Sock | 63                  | 6                   | [10]  |
| Alt             | GBR H Watson GBR A Murray         | 6               | 6               |                 |  |    |                               |                               |                  |                  |                  |  |  |            |                               |            |            |            |  |                     | IP                            | USA V Williams USA R Ram      | 7                   | 1                   | [7]   |
|                 | ESP C Suárez Navarro ESP D Ferrer | 3               | 3               |                 |  |    | Alt                           | GBR H Watson GBR A Murray     | 4                | 4                |                  |  |  |            |                               |            |            |            |  |                     |                               |                               |                     |                     |       |
|                 | AUS S Stosur AUS J Peers          | 5               | 4               |                 |  | 4  | IND S Mirza IND R Bopanna     | 6                             | 6                |                  |                  |  |  |            |                               |            |            |            |  |                     |                               |                               |                     |                     |       |
| 4               | IND S Mirza IND R Bopanna         | 7               | 6               |                 |  |    |                               |                               |                  |                  |                  |  |  | 4          | IND S Mirza IND R Bopanna     | 6          | 2          | [3]        |  |                     |                               |                               |                     |                     |       |
|                 | NED K Bertens NED J-J Rojer       | 7               | 63              | [8]             |  |    |                               |                               |                  |                  |                  |  |  | IP         | USA V Williams USA R Ram      | 2          | 6          | [10]       |  |                     |                               |                               |                     |                     |       |
| IP              | USA V Williams USA R Ram          | 64              | 7               | [10]            |  |    | IP                            | USA V Williams USA R Ram      | 6                | 7                |                  |  |  |            |                               |            |            |            |  | Disputa pelo bronze | Disputa pelo bronze           | Disputa pelo bronze           | Disputa pelo bronze | Disputa pelo bronze |       |
| IP              | ITA R Vinci ITA F Fognini         | 6               | 3               | [10]            |  | IP | ITA R Vinci ITA F Fognini     | 3                             | 5                |                  |                  |  |  |            |                               |            |            |            |  | IP                  | CZE L Hradecká CZE R Štěpánek | 6                             | 7                   |                     |       |
| 2               | FRA K Mladenovic FRA P-H Herbert  | 4               | 6               | [8]             |  |    |                               |                               |                  |                  |                  |  |  |            |                               |            |            |            |  |                     | 4                             | IND S Mirza IND R Bopanna     | 1                   | 5                   |       |